# Liste der Officers des Order of Canada/Y
Diese Liste gibt einen Überblick aller Personen, die mit der Auszeichnung Officer of the Order of Canada ausgezeichnet wurden.

## Y
1. George Yabu (2013)
2. Leo Yaffe
3. Daniel Abraham Yanofsky (1972)
4. Neil Young (2009)
5. Victor L. Young
6. Salim Yusuf (2013)